# Haroun Tchaouna
Pour les articles homonymes, voir Tchaouna.
Haroun Tchaouna, né le 14 mai 2000 à N'Djaména, est un footballeur international tchadien, qui évolue au poste d'avant-centre au Jura Dolois Football.
Il est le frère de Loum Tchaouna (2003-), également footballeur.

## Biographie

### En club
Haroun Tchaouna naît le 14 mai 2000 à N'Djaména, la capitale du Tchad. Son frère Loum, né en 2003, est aussi footballeur, jouant en tant qu'avant-centre au Stade rennais, et étant international français des moins de 17 ans. Il acquiert la nationalité française le 27 janvier 2010, par l'effet collectif attaché à la naturalisation de son père.
Haroun Tchaouna effectue sa formation au Stade rennais jusqu'en 2018.
Lors de la saison 2018-2019, il dispute 15 matchs pour 3 buts avec l'USD Caravaggio en Serie D (quatrième division). Le club lombard se classe 10e du championnat, échappant de peu aux barrages de relégation.
À l'été 2019, il réalise des essais avec l'Angers SCO et le Sunderland AFC.
En octobre 2021, il rejoint l’équipe réserve du Dijon FCO. Lors de son premier match le 9 octobre, il inscrit le seul but du match face au FC Grandvillards.
Le 23 août 2023, Tchaouna est recruté par le Jura Dolois Football qui évolue aussi en Nationale 3.

### En sélection
International tchadien des moins de 20 ans, Tchaouna est sélectionné pour la première fois en équipe du Tchad en 2019 par Emmanuel Trégoat. Ainsi, le 5 septembre 2019, il rentre en jeu à la 78e minute à la place de Casimir Ninga lors du match aller du premier tour de qualification à la Coupe du monde 2022 perdu 3-1 à domicile face au Soudan. Il reste sur le banc cinq jours plus tard, lors du match retour, un match nul et vierge menant à l'élimination des Tchadiens.